# Patapsco
Pour l’article homonyme, voir Patapsco (Maryland).
Le Patapsco est un fleuve des États-Unis qui traverse l'État du Maryland et se jette dans la baie de Chesapeake.

## Géographie
Ses deux branches, nord et sud, se joignent à environ 80 kilomètres à l'intérieur des terres. Ses 16 derniers kilomètres forment un large estuaire avec la baie de Chesapeake, autour duquel se sont développés la ville de Baltimore et son activité portuaire.
Fleuve mineur, il n'a jamais été un grand axe de commerce sachant qu'il n'est pas navigable sur la majorité de son tracé. Néanmoins, c'est sur ses rives que furent construits les premiers chemins de fer de la région comme celui du Baltimore and Ohio Railroad et il alimenta par le passé quatre moulins ainsi qu'un barrage hydroélectrique.

## Historique
- En 1897, le sous-marin l'Argonaute, conçu par Simon Lake, est lancé sur le fleuve Patapsco.
- En 1972, la vallée a été touchée par une grosse inondation à la suite des fortes précipitations causées par le passage des restes de l'ouragan Agnes.
- C'est à son embouchure que se produit l'effondrement du pont Francis-Scott-Key après que le porte-conteneurs Dali a heurté une pile du pont le 26 mars 2024.